# Shinkendo
Shinkendo (jap. 真劍道) – nowoczesna, wszechstronna sztuka walki japońskim mieczem (katana), stworzona w 1990 roku przez Toshishiro Obatę. Została oparta na wieloletnich studiach tradycyjnych stylów (Koryu), ale czerpie także z doświadczenia jej twórcy w nowoczesnym Budo. Sekcje tej sztuki walki z całego świata zrzeszone są w powołanej do życia w 1994 roku Międzynarodowej Federacji Shinknedo (International Shinkendo Federation - ISF, Kokusai Shinkendo Renmei) z siedzibą (Honbu Dojo) w Los Angeles.

## Geneza
Shinkendo powstało jako w pełni autonomiczny system posługiwania się mieczem samurajskim, jednak jego założenia techniczne opierają się na wybranych elementach innych stylów poznanych na przestrzeni lat przez Senseia Obatę.
Wśród najważniejszych inspiracji należy wymienić:
- Yagyu Shinkage-ryu i Kashima Shin-ryu - intensywne formy sparingu
- Jigen-ryu - mocne i skuteczne uderzenia i cięcia
- Ioriken Battojutsu - precyzyjne i płynne formy tameshigiri
- Kendo - szybkie ruchy i natychmiastowe reakcje
- Aikido i Ryukyu Kobudo - płynny sposób poruszania się[2]

Dominujący wpływ na kształt stworzonej przez Senseia Toshishiro Obatę sztuki walki miał natomiast jego mentor Sensei Taizaburo Nakamura i nauczany przez niego styl Toyama-ryu Battodo. Techniki tej sztuki walki włączone zostały do systemu nauczania Shinkendo jako tzw. gaiden waza - techniki zapożyczone.

## System nauczania
Wszechstronność Shinkendo polega na równoległym nauczaniu pięciu aspektów posługiwania się kataną:
1. Suburi - ćwiczenie pojedynczych cięć i ich kombinacji, a także taisabaki (ruchów całego ciała, zejść, uników), ashisabaki (pracy nóg) oraz kensabaki (ruchów miecza)
2. Battoho - techniki błyskawicznego dobycia miecza z jednoczesnym zadaniem ciosu
3. Tanrengata - dziesięć form kata wykonywanych solo
4. Tachiuchi - aranżowane formy sparingu w parach
5. Tameshigiri - testy cięć wykonywane głównie na matach tatami-omote

Wymienione elementy treningu należy rozumieć jako przenikające się aspekty posługiwania się samurajskim mieczem, które w połączeniu pozwalają mówić o kompleksowym poznaniu sposobów użycia tej broni. Ponadto pula technik wykonywanych w ramach treningu Shinkendo jest właściwie nieskończona, bowiem poszczególne elementy można w dowolny sposób ze sobą zestawiać.
Na wyższym poziomie trening rozszerzany jest o techniki posługiwania się dwoma mieczami - nito.

## System stopni
W Shinkendo nie jest używany nowoczesny system stopni Kyu/Dan, lecz bardziej tradycyjny, oparty na terminologii. Ponadto w myśl zasady, że nie każdy dobry student musi być także dobrym nauczycielem, oddzielne stopnie przyznawane są instruktorom.
Inka - stopnie uczniowskie:
1. Ichimonji
2. Jiho
3. Santen
4. Shiho
5. Kirigami
6. Goho
7. Gohomokuroku
8. Hyaku-e
9. Ren-e
10. Ji-e
11. Toku-e
12. Shin-e
13. Sei-e

Shogo - stopnie instruktorskie:
1. Kenshuin
2. Shidoin
3. Shoden Renshi Kaku
4. Shoden Renshi
5. Chuden Renshi Kaku
6. Chuden Renshi
7. Kyoshi
8. Shihan
9. Hanshi

## Shinkendo w Polsce
Pierwsze treningi Shinkendo w Polsce odbyły się w 2004 roku podczas seminarium prowadzonego przez Senseia Brenta Hire'a. Rok później miało miejsce pierwsze seminarium pod przewodnictwem Kaiso Toshishiro Obaty. Po tych wydarzeniach ukonstytuowały się pierwsze dojo w Polsce - w Bytomiu i Świętochłowicach. Do 2015 roku sekcje tej sztuki walki obecne były tylko na Śląsku. Jesienią tego roku powstały pierwsze grupy poza regionem (na Mazowszu).
W Polsce funkcjonują następujące licencjonowane dojo będące członkami federacji ISF:
- Śląsk:
  - Budokan Dojo - Piekary Śląskie
  - Hojokan Dojo - Siemianowice Śląskie, Świętochłowice
  - Seidokan Dojo - Sosnowiec
  - Shinjokan Dojo - Katowice, Zabrze
- Mazowsze:
  - Meikyokan Dojo - Grójec, Warszawa

Polscy adepci oprócz korzystania z każdej okazji kiedy Kaiso Toshishiro Obata gości w Europie (w Polsce do tej pory przeprowadził cztery seminaria), ściśle współpracują z węgierskim mistrzem Shihan Rolandem Lajosem, który regularnie szkoli polskich shinkendoków prowadząc na Śląsku średnio dwa seminaria rocznie.